# Vegard Heggem
Vegard Heggem (Trondheim, 1975. július 13. –) norvég válogatott labdarúgó.
A norvég válogatott tagjaként részt vett az 1998-as világ és a 2000-es Európa-bajnokságon.

## Sikerei, díjai
Rosenborg
- Norvég bajnok (3): 1995, 1996, 1997
- Norvég kupagyőztes (1): 1995

Liverpool
- UEFA-kupa győztes (1): 2000–01

Norvégia U21
- U21-es Európa-bajnoki bronzérmes (1): 1998

### Válogatottban szerzett gólja
| #  | Dátum            | Helyszín                                  | Ellenfél | Eredmény | Végeredmény | Kiírás     |
| -- | ---------------- | ----------------------------------------- | -------- | -------- | ----------- | ---------- |
| 1. | 25 February 1998 | Stade Vélodrome, Marseille, Franciaország | FRA      | 2–3      | 3–3         | Barátságos |